# 史密斯威森M60左輪手槍
史密斯威森M60（英語：Smith & Wesson Model 60）是一款由美国槍械公司史密斯威森所研製及生產的5發式不鏽鋼“J型底把”雙動操作式短槍管左輪手槍，亦是第一把由不鏽鋼製造的左輪手槍，發射.357 S&W馬格南或火力相對較弱的.38 S&W特種彈這二種.357口徑的手枪子彈。

## 設計
史密斯威森M60具有5發可擺出式弹巢，並設有一個外露式擊錘。自1965年以來，史密斯威森M60一直在生產，並且成為有生產過左輪手槍的該廠商的歷史以來第一把能夠正規生產的全不鏽鋼材質左輪手槍的區別線。1965年生產的各種型號的不鏽鋼產品證明它倆如此受到歡迎，有些槍店保留了購入者為購買一把而等待長達六個月的等待名單。在當時的M60配備了47.63毫米（1.875英吋）槍管，而且彈巢是完全用以裝填.38 S&W特種彈的長度。1996年，史密斯威森推出結構更強固的J—馬格南底把，其具有得到加長的彈巢，以發射.357 S&W馬格南子彈（以及.38 S&W特種彈）。新型號取代了只能發射.38 S&W特種彈的舊型號，首先推出的分別是配備了53.975毫米（2.125英吋）和76.2毫米（3英吋）槍管的型號，然後在2005年再推出127毫米（5英吋）槍管的型號。

## 瞄準系統
史密斯威森M60的舊式生產版本只配備固定機械瞄具；現代化的生產版本通常製有可調節式照門（3英吋、5英吋）和具有前方固定機械瞄具（1.875英吋、2.125英吋）兩種。雖然因短槍管而令瞄準基線縮短，導致有效射程減少，其2英吋槍管版本卻是到了今天執法人員和平民首選的備用及隱蔽攜帶武器之一。

## 衍生型
- 史密斯威森M60總督察特種型：.38 S&W特種彈，J型底把，5發左輪手槍。[4]
- 史密斯威森史密斯夫人：.38 S&W特種彈、.357 S&W馬格南，J型底把，5發左輪手槍；又被稱為總督察特種史密斯夫人。[4]

## 使用國
- 法國
  - 國家憲兵干預組
- - 大韓民國警察廳：巡邏警察所用。
- 瑞士
  - 蘇黎世社區警察
- 美国
  - 美國警察（被部份警員選作備用（英语：Side arm）及隱蔽攜帶（英语：Concealed carry）槍械）

## 流行文化

### 电影
- 1989年—《回到未來II》：型號為2.125英吋槍管型，裝上黑色橡膠握把，在被改變的1985年由畢夫·譚能（Biff Tannen，托马斯·弗朗西斯·威尔逊飾演）用來射殺喬治並企圖射殺馬蒂。
- 1990年—《盜亦有道》：因道具錯誤，原S&W M64變成該槍，由卡倫·希爾（Karen Hill，罗林·布兰考飾演）所使用。
- 2006年—《達文西密碼》：由研究聖杯專家利·提賓爵士（Sir Leigh Teabing，伊恩·麦凯伦飾演）用以威脅宗教符號學教授羅柏·蘭登（Robert Langdon，汤姆·汉克斯飾演）和法國警方密碼破譯員索菲·納芙（Sophie Neveu，奧黛莉·朵杜飾演），該槍其後被索菲·納芙乘機奪取。
- 2006年—《時凶感應》：由克萊兒·科契佛（Claire Kuchever，保娜·柏頓飾演）所使用。
- 2012年—：裝上合成握把，在1969年由年輕時的K探員（Young Agent K，喬許·布洛林飾演）交給占士·達瑞爾·愛德華茲三世／J探員（James Darrell Edwards III / Agent J，威爾·史密斯飾演）使用。
- 2012年—：型號為2.125英吋槍管型，由威爾·蒙哥馬利（Will Montgomery，尼古拉斯·凯奇飾演）所使用。
- 2013年—《辣手警花》：由香農·馬林斯警探（Det. Shannon Mullins，梅麗莎·麥卡西飾演）所使用。

### 电視剧
- 1986年—：主要由傳克隊長（Captain Trunk，哈里遜·佩吉飾演）所使用。
- 1987年—《龍虎少年隊》：由帥哥／韓生（Officer Tom Hanson, Jr.，強尼·戴普飾演）所使用。

### 电子遊戲
- 2012年—：命名為「Z&M Model 60」，故事模式中由殺手47在一對Silverballer用作情報費交出時使用的代用槍械之一，衍生型為：磨損型。

## 資料來源
1. ↑  Petzal, David. . Field & Stream. 1995, 100 (6): 44.
2. ↑  Supica, Jim.  3. Iola, Wisconsin: F+W Media. 2007: 222. ISBN 978-0-89689-293-4.
3. ↑  Ayoob, Massad. . Gun Digest Books. 2010: 218–220. ISBN 978-1-4402-0825-6.
4. 1 2  Hartink, A.E. . Edison, New Jersey: Chartwell Books, Inc. 2003: 225. ISBN 978-0-7858-1871-7.

- （英文）—Manfacturer: Smith & Wesson （页面存档备份，存于）—

- - Model 60
  - Model 60
  - Custom Engraved Model 60

## 外部連結
- （英文）—Modern Firearms—S&W Compact J-Frame revolvers: Chiefs Special, Centennial, Bodyguard
- （英文）—The Snubnose Files （页面存档备份，存于）
- （英文）—Shooting Times.com—S&W Models 60 and 627 Pro Series
- （英文）—Tactical-Life.com—Reinventing the Wheel: 10 Elite Revolvers From Smith & Wesson （页面存档备份，存于）